# Suvaca diPrata
A Suvaca diPrata é uma banda brasileira, originária de Recife, Pernambuco. Busca trazer em suas músicas uma forte carga dançante, influenciadas pelo balanço, ou groove, afro-americano em essência (funk, jazz, samba); entretanto, o som da banda não se permite facilmente catalogar, problema este que uma audição em bom volume resolve de imediato.

## Origem
Surgiu no Recife, Estado de Pernambuco, no segundo semestre de 2001. Naquele momento, seus integrantes montaram um repertório com clássicos do balanço para tocar. Antes da Suvaca, todos os músicos já haviam tocado em outras bandas, como Jorge Cabeleira, River Raid e Supersoniques.
O plano da banda, no entanto, sempre foi tocar músicas próprias. A primeira experiência autoral foi o single A Coisa Não Tá Fácil, lançado em 2002. A faixa título contou com a participação dos músicos Júnior Areia (baixo acústico), hoje membro da Mundo Livre S/A, e Naná Vasconcelos (cuíca, voz e tamborim). Alguns membros da banda tocavam na turnê do disco Minha Lôa de Naná, nessa mesma época. No ano seguinte, a Suvaca diPrata deu um tempo nos shows para compor e registrar seu primeiro disco.
Corega Check, lançado em Abril de 2004, teve participação dos músicos César Michiles (flauta) e Lucas dos Prazeres (percussão). Foi produzido e mixado por Pablo Lopes, na base da banda no Recife, o Fábrica Estúdios. A masterização ficou a cargo de Carlos Freitas, do Classic Master em São Paulo. O projeto gráfico, realizado por Roberta Leão, Daniel Edmundson e Gilberto Bezerra, foi premiado no Salão Pernambucano de Design em 2004.O disco foi bem recebido pela crítica especializada em todo o Brasil. As faixas Dia D e 12 Polegadas tocaram bastante em rádios da capital pernambucana.
O clipe de Dia D, uma animação produzida em parceria com o estúdio Céu e Cigarra de São Paulo, foi lançado em outubro de 2004 na MTV Brasil e o no Multishow, passando a fazer parte da programação das emissoras. Dia D, o clipe, foi vencedor no concurso Frame A Frame, realizado por Cinemark e Associação Brasileira de Documentaristas (ABD-SP). Como premiação, ganhou uma versão em película (35mm) e foi exibido em salas de projeção pelo país. Ainda em 2005, o clipe também foi apresentado no Animamundi, festival de animação internacional.
Além do show de lançamento do Corega Check, que contou com a presença de aproximadamente 1.500 pessoas, a Suvaca diPrata já se apresentou em festivais como o Abril Pro Rock, o Palco PE e o Festival de Verão do Recife, dividindo palco e público com bandas nacionalmente conhecidas. A Suvaca diPrata já tocou também em Ilha Bela e São Paulo (SP), Rio de Janeiro (RJ), Belo Horizonte (MG) e Curitiba (PR), sendo sempre bem recebida fora de casa pelo público e pela imprensa local.
O show no projeto Prata da Casa, realizado no SESC Pompéia (SP) em maio de 2005, foi selecionado entre os melhores do evento no semestre e rendeu um novo convite para a banda, que apresentou-se novamente em junho do mesmo ano no palco do SESC.
Em 2009, a banda lançou digitalmente o seu segundo e último disco, 'Suvaca', cujo nome também passou a ser o novo, e mais curto, nome da banda.
Em 2012, a banda fez sua última performance em público em um elogiado show na primeira edição brasileira do Festival Lollapalooza, sediado em São Paulo.

## Integrantes
- Igor Gazatti (voz, efeitos)
- Gilberto Bezerra (guitarras, samplers, teclados, efeitos)
- Rodrigo Coelho (baixo, efeitos, voz)
- Joaquim Leão (bateria, samplers, voz)
- Fernando Almeida (piano, teclados, samplers, efeitos, escaleta, voz)
- João de Souza Leão (guitarras, efeitos, voz)

## Discografia
- A Coisa Não Tá Fácil - Single (2002)
- Corega Check (2004)
- Suvaca (2009)